# Melanoleuca leucophylloides

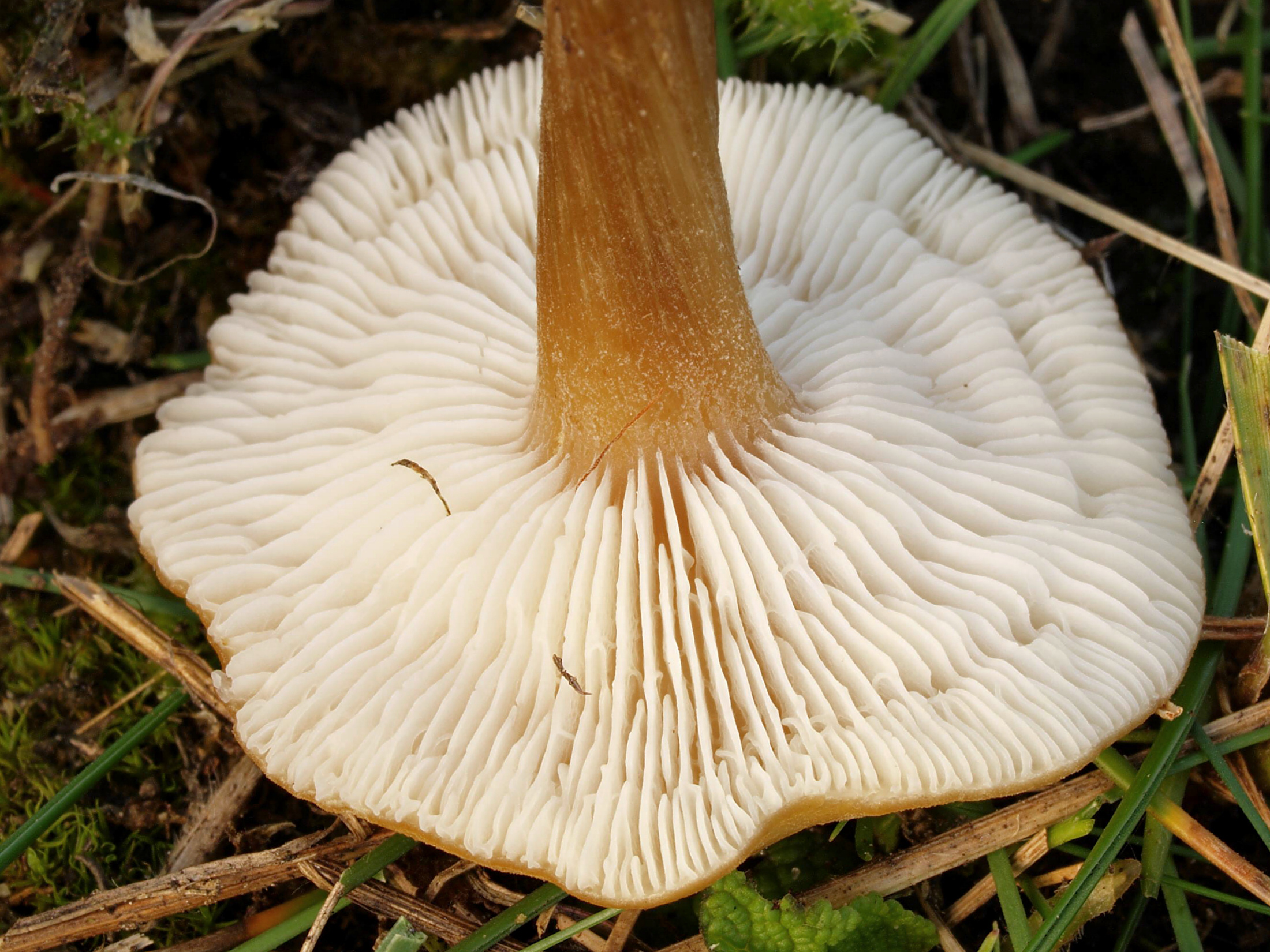

Melanoleuca leucophylloides (Bon) Bon – gatunek grzybów należący do rzędu pieczarkowców (Agaricales).

## Systematyka i nazewnictwo
Pozycja w klasyfikacji według Index Fungorum: Melanoleuca, Incertae sedis, Agaricales, Agaricomycetidae, Agaricomycetes, Agaricomycotina, Basidiomycota, Fungi.
Po raz pierwszy takson ten opisał w 1973 r. Marcel Bon, jako odmianę Melanoleuca rasilis (Melanoleuca rasilis var. leucophylloides). W1980 r. ten sam autor podniósł ją do rangi gatunku. Ma jeszcze jeden synonim: Melanoleuca leucophylloides var. pruinatipes G. Moreno & Bon 1980.

## Morfologia
Kapelusz
Średnica 27–49 mm, kształt wypukły z garbkiem. Brzeg falisty, podwinięty. Powierzchnia gładka, błyszcząca, żółtobrązowa z jaśniejszym brzegiem.
Blaszki
Średniej gęstości, zbiegające ząbkiem na trzon, o barwie od białej do kremowej. Krawędzie lekko ząbkowane, tej samej barwy.
Trzon
Wysokość 29–49 mm, grubość 3–7 mm, centralny, cylindryczny lub lekko rozszerzony u nasady. Wierzchołek białawy, poza tym powierzchnia jasno ochrowa, pokryta podłużnymi, nieco ciemniejszymi włókienkami.
Miąższ
Bez wyraźnego zapachu i smaku.
Cechy mikroskopowe
Podstawki maczugowate, 4-zarodnikowe, bez sprzążki u podstawy (19,7–)20,5–27,2(–29,5) × (7,0–)7,4–9,4(–10,2) μm. Bazydiospory kuliste do elipsoidalnych, z drobnymi brodawkami rozmieszczonymi mniej lub bardziej regularnie i silnie amyloidalne, z gutulą na wierzchołku (5,8–)6,1–7,3(–8,2) × (4,3–)4,7–5,5(–6,1) μm; Q = 1,1–1,6. Cheilocystydy nieliczne, z septą między szyją a jej podstawą (25,6–)26,7–42,9(–45,8) × (5,3–)5,8–9,1(–10,2) µm. Pleurocystyd brak. Skórka kapelusza z nierównoległymi, nieco splątanymi strzępkami, o rozwartych komórkach wierzchołkowych i brązowymi wstawkami. Skórka trzonu o równoległych strzępkach. Kaulocystyd brak lub rzadkie. Sprzążek brak we wszystkich strzępkach.

## Występowanie i siedlisko
Melanoleuca leucophylloides znany jest tylko w Europie. W opracowanym przez W. Wojewodę w 2003 r. wykazie wielkowocnikowych grzybów podstawkowych Polski brak tego gatunku, ale jego stanowiska podano w późniejszych latach (jako Melanoleuca rasilis var. leucophylloides). Aktualne stanowiska podaje także internetowy atlas grzybów. Znajduje się w nim na liście gatunków zagrożonych i wartych objęcia ochroną.
Naziemny grzyb saprotroficzny.